# Gabon na Letnich Igrzyskach Olimpijskich Młodzieży 2010
Gabon na Letnich Igrzyskach Olimpijskich Młodzieży 2010 w Singapurze reprezentowało 2 sportowców w 1 dyscyplinie.

## Skład kadry

### Lekkoatletyka
- Jessica Oyane Tome Mbouissou
- Julien Edou Davy